# Zusatzqualifikation
Als Zusatzqualifikationen werden Kenntnisse und Fähigkeiten bezeichnet, die über die regulären Inhalte der Berufsausbildung hinausgehen.

## Grundlagen
Jugendliche erwerben Zusatzqualifikationen meist parallel zur dualen Berufsausbildung in Betrieb und Berufsschule, oder direkt im Anschluss daran. Für Menschen, die schon im Berufsleben stehen, bieten sich berufsbegleitende Weiterbildung oder Bildungskarenz an. Arbeitnehmer verbessern dadurch ihre Arbeitsmarkt- und Karrierechancen und spezialisieren sich bereits während der Ausbildung, oder aus dem Berufserfordernissen heraus. 
Betriebe erhöhen durch hochwertige Ausbildungsangebote ihre Attraktivität für leistungsbereite Jugendliche, bilden zielgenau qualifizierte Nachwuchskräfte aus und eröffnen attraktive Karrieremöglichkeiten im Betrieb. Angeboten werden Zusatzqualifikationen von berufsbildenden Schule, berufsständische Körperschaften, Bildungsträgern und auch von den Ausbildungsbetrieben selbst.

## Kodifizierte Zusatzqualifikationen
Seit 2005 können mit der Novellierung des  Berufsbildungsgesetzes in Ausbildungsordnungen auch kodifizierte Zusatzqualifikationen eingebettet werden (vgl. § 5 Abs. 2 und § 49 Abs. 1  BBiG). Der Auszubildende kann dabei in der Regel eine nicht gewählte Wahlqualifikation als Zusatzqualifikation wählen und dort zusätzlich neben seiner  Abschlussprüfung geprüft werden. Beispiel: Der Musikfachhändler wird in einer der drei Wahlqualifikationseinheiten Musikinstrumente, Musikalien oder Tonträger ausgebildet. Leistungsstarke Auszubildende können nun zwei Wahlqualifikationseinheiten erlernen. Die eine Wahlqualifikationseinheit ist Inhalt der regulären  Abschlussprüfung, die zweite Wahlqualifikationseinheit wird als Zusatzqualifikation geprüft.
Im Jahr 2011 werden mit den novellierten Ausbildungsberufen Medientechnologe Druck und Medientechnologe Siebdruck zwei weitere Ausbildungsberufe verordnet, die ebenfalls kodifizierte Zusatzqualifikationen anbieten. Beide Ausbildungsordnungen sehen modulare Abschnitte in Form von Wahlqualifikationseinheiten (WQs) vor. In diesen WQs erlernt der Auszubildende eine Drucktechnik, die auch Inhalt der Abschlussprüfung ist. Leistungsstarke Jugendliche können während der Ausbildung eine weitere Drucktechnik erlernen und diese separat prüfen lassen. Der Medientechnologe Siebdruck kann beispielsweise in seiner regulären Abschlussprüfung im Bogensiebdruck geprüft werden und als Zusatzqualifikation den Tampondruck oder den Großformatigen Digitaldruck wählen.

## Weitere Beispiele
Zusatzqualifikationen sind darüber hinaus für Auszubildende aller allgemeinen Schulabschlüsse und in kaufmännischen, handwerklichen sowie technischen Berufen möglich. Besonders attraktive Zusatzqualifikationen sind: 
- Computerkurse, z. B. Computerführerschein (ECDL), Microsoft-Zertifikate, Cisco-Zertifikate, Vmware-Zertifikate, LPIC-Zertifikate, CAD
- Fremdsprachenkurse, z. B. KMK-Fremdsprachenzertifikat, Zertifikat in einer Fremdsprache
- Erwerb der Fachhochschulreife parallel zur Berufsausbildung, Berufsreifeprüfung, Lehre mit Matura
- Auslandsaufenthalte, z. B. internationale Austauschprogramme, Doppeldiplome
- Assistentenausbildung, z. B. Betriebsassistent, Handels-/Managementassistent (IHK), Logistikassistent, Reiseverkehrsassistent
- Fachspezifische Zusatzqualifikationen, z. B. Änderungsschneiderei, Berufsbedingt erforderliche Führerscheine, Elektrofachkraft für festgelegte Tätigkeiten, Laser-/Schweißtechnik, Digital Media, E-Commerce
- Schlüsselqualifikationen, z. B. Teamentwicklung, Präsentationstechniken, Rhetorik und Kommunikation
- Ausbildereignungsprüfung, Lehrbefugnis

## Deutschland
Bundesweit gibt es etwa 2.200 Zusatzqualifikationen mit über 70.000 Auszubildenden, die diese Möglichkeiten nutzen (Stand: Oktober 2005). Voraussetzung zum Erwerb einer Zusatzqualifikation ist ein Ausbildungsvertrag in einem anerkannten Ausbildungsberuf.